# Röbäck södra
Röbäck södra var 2010-2015 en av SCB avgränsad och namnsatt småort som omfattade bebyggelse i södra delen av orten Röbäck i Umeå kommun. Vid 2015 års avgränsning klassades den som en del av tätorten Röbäck.